# Nicolau da Grécia e Dinamarca
Nicolau da Grécia e Dinamarca (22 de janeiro de 1872 - 8 de fevereiro de 1938) foi um membro da Casa de Eslésvico-Holsácia-Sonderburgo-Glucksburgo e o terceiro filho de Jorge I da Grécia, rei dos Helenos, e de Olga Constantinovna da Rússia.

## Carreira Militar
Em 1886, aos quatorze anos, o Príncipe Nicolau iniciou seu treinamento militar Escola Militar de Evelpida, onde se graduou como oficial da Artilharia em 1890 . Participou da Guerra Greco-Turca de 1897 e nas Guerras dos Bálcãs de 1912-1913 . Nicolau chegou a patente de General do Exército Grego . O Príncipe também deteve a patente de Coronel do Exército Imperial Russo .

## Casamento e descendência
Em 1902, Nicolau casou-se com a grã-duquesa Helena Vladimirovna da Rússia, filha do grão-duque Vladimir Alexandrovich da Rússia e da grã-duquesa Maria Pavlovna da Rússia. Eles tiveram três filhas:
1. Olga da Grécia e Dinamarca (11 de junho de 1903 – 16 de outubro de 1997), casada com o príncipe Paulo da Jugoslávia; com descendência.
2. Isabel da Grécia e Dinamarca (24 de maio de 1904 – 11 de janeiro de 1955), casada com o conde Carl Theodor de Toerring-Jettenbach; com descendência.
3. Marina da Grécia e Dinamarca (13 de dezembro de 1906 – 27 de agosto de 1968), casada com o príncipe Jorge, Duque de Kent; com descendência.

As suas três filhas ficaram famosas por causa da sua beleza.

## Vida pública

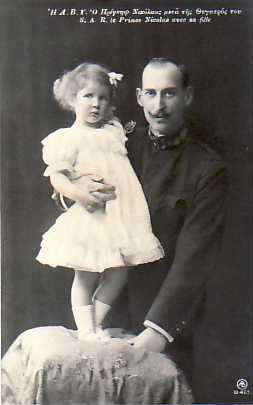
Nicolau com a filha Olga

Juntamente com os seus irmãos Constantino e Jorge, Nicolau ajudou a organizar os Jogos Olímpicos de Verão de 1896 em Atenas, os primeiros a ser realizados desde o ano 393. Nicolau prestou serviço como presidente do sub-comité para o tiro-ao-alvo.
Em 1913, o príncipe assumiu uma posição muito controversa após o assassinato do seu pai em Thessaloniki, declarando que o assassinato do rei tinha sido um instrumento dos serviços secretos alemães, uma teoria que teria ofendido a nova rainha da Grécia, a sua cunhada Sofia da Prússia, que era irmã do kaiser Guilherme II da Alemanha.
O seu pai ofereceu-lhe o Teatro Real da Grécia que Nicolau entregou ao estado grego em 1935. Era amigo de George Simitis e foi padrinho do seu filho, o futuro primeiro-ministro socialista Kostas Simitis.

## Morte e enterro
O príncipe Nicolau morreu no Hotel Grande Bretagne em Atenas no dia 8 de fevereiro de 1938 e após uma procissão fúnebre na Catedral Metropoliana de Atenas que contou com a participação de vários membros de sua família, Nicolau foi enterrado no túmulo real no Palácio de Tatoi em 15 de fevereiro de 1938.

## Genealogia
| Nicolau da Grécia e Dinamarca | Pai: Jorge I da Grécia             | Avô paterno: Cristiano IX da Dinamarca         | Bisavô paterno: Frederico Guilherme, Duque de Schleswig-Holstein-Sonderburg-Glücksburg |
| Nicolau da Grécia e Dinamarca | Pai: Jorge I da Grécia             | Avô paterno: Cristiano IX da Dinamarca         | Bisavó paterna: Luísa Carolina de Hesse-Cassel                                         |
| Nicolau da Grécia e Dinamarca | Pai: Jorge I da Grécia             | Avó paterna: Luísa de Hesse-Cassel             | Bisavô paterno: Guilherme de Hesse-Cassel                                              |
| Nicolau da Grécia e Dinamarca | Pai: Jorge I da Grécia             | Avó paterna: Luísa de Hesse-Cassel             | Bisavó paterna: Luísa Carlota da Dinamarca                                             |
| Nicolau da Grécia e Dinamarca | Mãe: Olga Constantinovna da Rússia | Avô materno: Constantino Nikolaevich da Rússia | Bisavô materno: Nicolau I da Rússia                                                    |
| Nicolau da Grécia e Dinamarca | Mãe: Olga Constantinovna da Rússia | Avô materno: Constantino Nikolaevich da Rússia | Bisavó materna: Alexandra Feodorovna                                                   |
| Nicolau da Grécia e Dinamarca | Mãe: Olga Constantinovna da Rússia | Avó materna: Alexandra Iosifovna               | Bisavô materno: José, Duque de Saxe-Altemburgo                                         |
| Nicolau da Grécia e Dinamarca | Mãe: Olga Constantinovna da Rússia | Avó materna: Alexandra Iosifovna               | Bisavó materna: Amélia de Württemberg                                                  |